# Anglais des Maritimes
L'anglais des Maritimes (Maritimer English en anglais) est un dialecte d'anglais parlé dans les Provinces maritimes, dans l'est du Canada. Il est très influencé par l'anglais britannique et irlandais.